# Кудж, Станислав Алексеевич
Станислав Алексеевич Кудж (род. 14 марта 1979, Москва, РСФСР, СССР) — российский учёный, специалист в области автоматизированных систем государственного управления, многопрофильных и многофункциональных информационных систем.
Один из авторов концепции сетецентрического управления сложными организационно-техническими системами. Ректор (с 2013 года) и председатель учёного совета РТУ МИРЭА. Доктор технических наук. Действительный член Академии военных наук. В 2015—2021 годах входил в состав научного совета при Совете Безопасности Российской Федерации.

## Карьера
Окончил в 2001 году Московский государственный университет геодезии и картографии (МИИГАиК) по специальности «информационные системы», в 2002—2004 годах работал там же инженером, ведущим программистом, в период 2007—2009 годов — начальником управления.
С 2010 года руководил отделом в Минобрнауки Российской Федерации. В 2012—2013 годах работал директором департамента государственной службы, кадров и мобилизационной подготовки Министерства образования и науки Российской Федерации.
5 июня 2013 года Станислав Кудж был утверждён в должности ректора РТУ МИРЭА.

## Научные интересы
Научные интересы С. А. Куджа лежат в сфере решения теоретических и прикладных проблем на стыке теории систем, теории управления и информатики применительно к реинжинирингу информационных процессов и проектированию информационной инфраструктуры сложных организационно-технических систем, а также компьютерных технологий обучения.
С использованием концепции сетецентрического управления, модели информационно-функционального пространства сложной организационно-технической системы, методов семантической и прагматической оценки информационных процессов С. А. Куджем в период 2009—2013 годы были разработаны научно-методические основы создания единой государственной системы информационного обеспечения в области морской деятельности, а также обоснованы функциональная и техническая архитектуры этой системы.
С. А. Кудж регулярно участвует в работе российских и международных конференций. Индекс цитирования С. А. Куджа в российском индексе научного цитирования составляет 856, индекс Хирша — 23. За последние пять лет им опубликованы 4 монографии и 31 научная статья. Под его авторством и с его участием вышло в свет 6 учебных пособий.
Имеет авторские свидетельства и патенты:
- Свидетельство об официальной регистрации программы для ЭВМ № 2001611294 «Электронно-обучающая система для локальной и глобальной сети „Интернет“» (ЭОС) 2001 (в соавторстве).
- Свидетельство о государственной регистрации программы для ЭВМ № 2020663443 «Информационная система „Государственный реестр поддержки образовательного кредитования“» (ИС «Обркредит» (в соавторстве).
- Свидетельство о государственной регистрации программы для ЭВМ № 2019663701 «Информационно-аналитическая система „Мониторинг“ версия 1.1.» (в соавторстве).
- Патент на полезную модель RU 105051 U1, 27.05.2011 «Комплекс инженерно-технической защиты охраняемого объекта с идентификацией речи» (в соавторстве).

## Деятельность на посту ректора
Во время ректорства С. А. Куджа МИРЭА значительно расширен путем присоединения к нему в 2013-2015 годах МИТХТ им М. В. Ломоносова, МГУПИ, ФГБУ РосНИИ ИТ и АП, ВНИИТЭ, ИПК Минобрнауки России. В университете работают мегалаборатории, академии ведущих мировых компаний (Microsoft, Huawei, EMC, VMware, Samsung Elеctronics, Cisco, 1С-Битрикс), организовано более 50 базовых кафедр при ведущих высокотехнологичных предприятиях и организациях. В 2019 году открыта базовая кафедра иммунологической химии при ФГБУ «НИЦЭМ им. Н. Ф. Гамалеи», которой заведует Д. Ю. Логунов, разработчик «Спутник V» — первой в мире зарегистрированной вакцины против COVID-19.
В 2019 году по инициативе С. А. Куджа в РТУ МИРЭА появилась собственная грантовая система. На получение гранта «Университетский» могут претендовать научные коллективы вуза, которые подали заявку на государственный конкурс в фонды (РНФ, РФФИ, Минобрнауки России и др.), получили положительную оценку экспертов или прошли стадию отбора по формальному признаку, но собственных средств для реализации проекта оказалось недостаточно. В 2019 году было выделено шесть грантов, в 2020 — девять.
С 2019 года работает Детский технопарк «Альтаир» для старшеклассников, получивший в 2021 году статус федеральной инновационной площадки. На базе технопарка реализуются совместные проекты университета с Mail.ru Group, работает «IT-школа Samsung». «Альтаир» отмечен специальной номинацией национальной премии «Цифровые вершины 2020».
С ноября 2020 года в РТУ МИРЭА функционирует Центр киберспорта «Киберзона».
В декабре 2020 года был открыт (при участии главы Минобрнауки России В. Н. Фалькова и руководителя Росстата П. В. Малкова) Ситуационный центр Минобрнауки России — площадка для сбора, накопления и последующего анализа актуальной информации о показателях в сферах науки и образования.

## Общественная деятельность
Станислав Кудж выступил с рядом инициатив в сфере науки и высшего образования. По его мнению, развитие российской науки невозможно без инвестиций крупного бизнеса: «Перед государством стоит важная задача — сделать экономику наукоемкой. Чтобы изменить баланс бюджетов в сторону частных инвестиций к 2035 году, меры нужно принимать уже сейчас».

## Инциденты
В 2013 году было опубликовано сообщение сетевого сообщества «Диссернет» об обнаружении в докторской диссертации С. А. Куджа массовых заимствований. Выяснилось, что в основном в диссертации Куджа имели место текстовые совпадения с публикациями его постоянных соавторов. Совет не счёл это обстоятельство достаточным для лишения Куджа учёной степени. 
В том же году в газете Moscow Post утверждалось, что смещение многолетнего ректора МИРЭА А. С. Сигова и назначение С. А. Куджа было проведено с нарушениями и даже напоминало «рейдерский захват». Однако сам Сигов в июне 2013 года публично опроверг сообщения о якобы „рейдерском захвате“ МИРЭА и смещении его с должности. Он отмечал, что по собственной инициативе перешел на должность президента вуза, а кадровые перестановки обсуждались и с учёным советом, и с министром образования Дмитрием Ливановым. «Заявления о каком-то „захвате“ — чистой воды выдумки и провокации», — подчеркивал он. По состоянию на август 2024 года Сигов продолжает занимать пост президента РТУ МИРЭА.   

## Награды
- Благодарности и почетные грамоты Федерального агентства по информационным технологиям (2005), Министерства науки и высшего образования РФ (2009, 2016);
- Почетное звание «Почетный работник науки и техники Российской Федерации» (2014);
- Медаль МЧС России «ХХV лет МЧС России» (2015);
- Памятный знак «50 лет космической эры»;
- Памятная медаль «ХIХ Всемирного фестиваля молодежи и студентов в Сочи» (2017);
- Почетный знак Академика А. И. Берга (2018);
- Почетная грамота Президента Российской Федерации (2018).
- Медаль ордена «За заслуги перед Отечеством» (2024)[20].

## Семья
Женат, воспитывает двоих детей.